# فرناندو ميدرانو
فرناندو ميدرانو (بالإسبانية: Fernando Medrano)‏ (مواليد 14 مايو 1988) هو سبّاح من نيكاراغوا، مثّل بلاده في الألعاب الأولمبية الصيفية 2004.

## روابط خارجية
فرناندو ميدرانو على موقع الاتحاد الدولي للسباحة (الإنجليزية)
- فرناندو ميدرانو على موقع أوليمبيديا (الإنجليزية)